# Naracoorte nationalpark
Naracoorte nationalpark är en nationalpark i South Australia, Australien. Den var officiellt erkänd 1994 för sina rika fossilfyndigheter när platsen skrevs in på Unescos världsarvslista. Nationalparken omfattar 6 km² vegetation och 26 grottor (som ligger inom det 3,05 km² stora världsarvsområdet). 